# Савалеево (Кармаскалинский район)
Савале́ево (баш. Һәүәләй) — деревня в Кармаскалинском районе Башкортостана, административный центр Савалеевского сельсовета. Согласно переписи 2020 года население составляло 1172 человека.

## Население
| 2002 | 2009 | 2010  |
| ---- | ---- | ----- |
| 1047 | ↘981 | ↗1013 |

Национальный состав
Согласно переписи 2002 года, преобладающие национальности — башкиры (49 %), татары (48 %).

## Географическое положение
Расстояние до:
- районного центра (Кармаскалы): 19 км,
- ближайшей ж/д станции (Ибрагимовский): 3 км.

В 1,1 км к юго-востоку от деревни расположен остановочный пункт 42 км двухпутной электрифицированной железнодорожной линии Дёма - Карламан. Пригородное пассажирское сообщение осуществляется до станций: Уфа, Стерлитамак, Инзер, Улу-Теляк.

## История
В «Списке населённых мест по сведениям 1870 года», изданном в 1877 году, населённый пункт упомянут как деревня Савалеева (Савельева) 3-го стана Уфимского уезда Уфимской губернии. Располагалась при речке Казылге, по левую сторону Оренбургского почтового тракта из Уфы, в 40 верстах от уездного и губернского города Уфы и в 28 верстах от становой квартиры в селе Юрмаш (Юрмашский Починок). В деревне, в 33 дворах жили 178 человек (99 мужчин и 79 женщин, татары), были мечеть, училище.

## Религия
В селе есть мечеть.

## Известные уроженцы
- Камалов, Раиль Исмагилович (20 февраля 1932 — 24 марта 1989) — звеньевой механизированного звена по выращиванию сахарной свёклы в колхозе имени Фрунзе, Герой Социалистического Труда.